# وینس گیل
وینس گیل (انگلیسی: Vince Gill؛ زادهٔ ۱۲ آوریل ۱۹۵۷) موسیقی‌دان اهل ایالات متحده آمریکا است. وی از سال ۱۹۷۹ میلادی تاکنون مشغول فعالیت بوده‌است. گیل تاکنون چندین بار برندهٔ جایزهٔ گرمی شده است. او در سال ۲۰۰۷ به عضویت تالار مشاهیر موسیقی کانتری درآمد.

## زندگی شخصی
وینس گیل در مارس ۲۰۰۰ با خوانندهٔ سبک پاپ، امی گرنت ازدواج کرد.